# Francesco Lola
Francesco Lola (fl. XIV-XV secolo) è stato un pittore italiano attivo a Bologna fra il 1393 e il 1419.

## Biografia
Poco si sa della sua vita. Alcuni si riferiscono a lui come Francesco Anguilla  (ma non vi sono evidenze che confermino questo accostamento) o il nome è associato a Francesco de Andreolo Lola.  È noto per aver collaborato nel 1410 con Michele di Matteo nel dipingere gli stendardi processionali per celebrare l'arrivo a Bologna dell'antipapa Alessandro V.  Dipinse anche affreschi raffiguranti la Madonna in trono col Bambino con santi e Sant'Agata incoronata dagli Angeli  nella Capella del Crocifisso (Cappella Pepoli) della Basilica di San Petronio a Bologna. 